# Octrooi in België
Een octrooi of patent is in België een exclusief (uitsluitend) recht tot het industrieel maken of verkopen van een product of anderszins het exploiteren van een uitvinding. Een octrooi dat binnen België geldend is, kan voor enkel België zijn verleend via de Dienst voor de Intellectuele Eigendom of voor een groter gebied, zoals de meeste Europese landen via het Europees Octrooibureau.

## Aanvraagprocedure voor een Belgisch octrooi
Een Belgisch octrooi is enkel geldig binnen België. Er waren voorheen 2 types: een Belgisch octrooi met geldigheidstermijn van 20 jaar en een Belgisch octrooi met geldigheidstermijn van 6 jaar. Tegenwoordig kan enkel nog een 20-jarig octrooi verkregen worden.
Een uitvinder kan zich voor deskundige hulp bij het doorlopen van de aanvraagprocedure richten tot een octrooigemachtigde. Dit is een specialist die de aanvrager vertegenwoordigt tijdens de aanvraagprocedure en bijstaat bij de verdere administratieve opvolging van het dossier.
Voor een Belgisch octrooi behelst de procedure van uitvinding tot octrooi de volgende stappen:
1. Nagaan van de octrooieerbaarheid
Enkel uitvindingen van technische aard komen in aanmerking voor octrooibescherming. Een uitvinding kan een product, vervaardigingsprocedé of uitvoeringstechniek zijn. Ontdekkingen, wetenschappelijke theorieën, wiskundige methoden en esthetische vormgeving zijn niet octrooieerbaar.
Een uitvinding dient te voldoen aan de criteria betreffende
- nieuwheid;
- uitvinderswerkzaamheid;
- industriële toepasbaarheid.

2. Opmaken van het aanvraagdossier
Een octrooiaanvraagdossier bestaat uit de volgende documenten:
- verzoekschrift tot verlening van een octrooi;
- een beschrijving van de uitvinding;
- conclusies (of claims);
- tekeningen;
- samenvatting (of abstract).

Voor een Belgische octrooiaanvraag is de taal naar keuze Nederlands, Frans of Duits.
3. Indienen van de aanvraag
In België kan elke persoon met een woonplaats of vestiging in de EU een aanvraag voor een Belgisch octrooi indienen bij de Dienst voor de Intellectuele Eigendom. Personen zonder woonplaats of vestiging in de EU dienen via een erkende octrooigemachtigde te werk te gaan.
Bij indiening van de octrooiaanvraag wordt aan het dossier een indieningsdatum toegekend. Voor landen die het Verdrag van Parijs van 1883 hebben goedgekeurd, legt de indieningsdatum een voorrang vast in andere lidstaten van het verdrag zodat de octrooibescherming later naar deze landen kan worden uitgebreid indien gewenst. De voorrangstermijn bedraagt 12 maanden na de datum van de eerste indiening. Praktisch gezien betekent dit dat een aanvrager, na het indienen van een octrooiaanvraag, 12 maanden de tijd heeft om te beslissen in welke bijkomende landen octrooibescherming aangewezen is.
4. Onderzoek van de aanvraag
In het formeel onderzoek wordt het octrooiaanvraagdossier gecontroleerd op volledigheid en vorm. Dit onderzoek kan aanleiding tot een verzoek verbeteringen of regularisaties aan te brengen in het aanvraagdossier.
In het nieuwheidsonderzoek wordt de uitvinding beoordeeld op nieuwheid en eenheid van uitvinding. Voor een Belgisch octrooi dient een nieuwheidsonderzoek te worden uitgevoerd indien de volledige beschermingsduur van 20 jaar is gewenst. Een octrooi met een beperkte duur van 6 jaar kon vroeger worden verkregen zonder nieuwheidsonderzoek. Het nieuwheidsrapport voor een Belgische octrooiaanvraag wordt 9 maanden na de indieningsdatum geleverd.
Op basis van het verslag van het nieuwheidsonderzoek wordt de aanvrager eventueel verzocht wijzigingen in het aanvraagdossier aan te brengen of de octrooiaanvraag in te trekken. Een nieuwheidsonderzoek biedt geen absolute garantie tegen betwisting in de rechtbank.
5. Verlening van het octrooi
De inhoud van een octrooi blijft geheim tussen de indieningsdatum en de publicatiedatum. Achttien maanden na de indieningsdatum wordt het integrale octrooidossier gepubliceerd. Dit geldt voor zowel de Belgische, de Europese als de internationale procedure.
Een Belgisch octrooi voor 20 jaar wordt ten vroegste verleend 18 maanden na de indieningsdatum en dat indien het nieuwheidsonderzoek positief is.
6. Instandhouding van het octrooi
Nietigverklaring
Een verleend octrooi kan geheel of gedeeltelijk nietig worden verklaard door de rechtbank indien achteraf blijkt dat niet voldaan is aan een van de drie geldigheidscriteria. Elke partij kan een vordering tot nietigverklaring instellen tegen een Belgisch octrooi bij een Belgische rechtbank (alleen rechtbanken gevestigd in dezelfde plaats als een hof van beroep zijn bevoegd).
Inbreuk
Inbreuk, of de schending van het alleenrecht tot exploitatie van de octrooihouder, valt onder de bevoegdheid van de nationale rechtbank van het land waarin het octrooi geldt. Het is de verantwoordelijkheid van de octrooihouder om inbreuk op te sporen en aan te klagen. Elke inbreuk wordt bestraft met een onmiddellijke stopzetting van de inbreuk makende activiteiten, een boete en de verplichting tot een volledige schadeloosstelling van de octrooihouder.
Wijzigingen
Iedere verandering in de staat van een octrooi, zoals overdracht van eigendom (verkoop) of verstrekking van een licentie (toelating de uitvinding na te maken tegen betaling), dient te worden meegedeeld aan het nationaal octrooibureau, de Dienst voor de Intellectuele Eigendom.
Taksen
Om een octrooi in stand te houden dienen jaarlijks taksen te worden betaald. Het octrooi blijft geldig zolang de jaarlijkse instandhoudingstaksen worden betaald. Het is niet mogelijk het achteraf terug te ‘activeren’. Het is niet mogelijk het te verlengen na afloop van de 20 jaar.